# Henry Larsen (roer)
|  | For andre personer med navnet, se Henry Larsen (flertydig). |
Henry Christian Larsen (født 21. juli 1916 i Køge, død 26. september 2002) var en dansk roer, der deltog i OL 1948 i London. 

## Rokarriere
Henry Larsen stillede op for Køge Roklub.
Sammen med Børge Raahauge Nielsen, Erik Larsen, Harry Knudsen og Ib Olsen, som var styrmand, deltog han i en ren Køge-båd i OL 1948 i firer med styrmand, hvor danskerne først besejrede Norge, derpå i kvartfinalen Portugal og i semifinalen Ungarn, inden de i finalen vandt bronze efter USA og Schweiz.
Samme besætning (uden Olsen) vandt tillige danmarksmesterskabet i firer uden styrmand i 1948.
Larsen blev i 1955 formand for Køge Roklub, hvor han også i nogle år var træner. Året efter blev stoppede han i Køge og blev derpå træner i Danske Studenters Roklub.